# Jackie Huggins
Jacqueline Gail " Jackie " Huggins, née le 19 août 1956 à Ayr, est une autrice aborigène australienne, historienne, universitaire et défenseuse des droits des Australiens aborigènes . C'est une femme Bidjara/Pitjara, Birri Gubba et Juru du Queensland.

## Biographie
Jacqueline Gail Huggins nait à Ayr, Queensland, le 19 août 1956, fille de Jack et Rita Huggins. Elle est des peuples Bidjara / Pitjara (Central Queensland) et Biri / Birri Gubba Juru (North Queensland). Sa famille déménage à Inala à Brisbane quand elle est jeune et elle fréquente le lycée d'État d'Inala. Elle quitte l'école à 15 ans pour aider sa famille et travaille comme dactylographe à l'Australian Broadcasting Commission à Toowong, de 1972 à 1978. Par la suite, elle rejoint le département des affaires aborigènes du Commonwealth à Canberra. En 1980, elle retourne à Brisbane pour devenir agente de terrain au ministère des Affaires autochtones.
Le fils de Huggins nait en 1985. La même année, Huggins s'inscrit à l'Université du Queensland, et elle obtient un Bachelor of Arts (Honours degree) en histoire et anthropologie en 1987. Elle obtient un diplôme en éducation (éducation autochtone) en 1988. Une partie de sa formation pratique comprend huit semaines d'enseignement à Ti-Tree, au nord d'Alice Springs. Huggins obtient un baccalauréat spécialisé en histoire/études féministes (1989) de l'Université Flinders d'Adélaïde, en Australie-Méridionale.

## Carrière
Huggins est co-présidente de Reconciliation Australia (avec Fred Chaney et Mark Leibler), présidente du Queensland Domestic Violence Council, co-commissaire du Queensland pour l'enquête nationale sur la séparation des enfants aborigènes et insulaires du détroit de Torres de leurs familles (1995 –1997) et membre du Conseil pour la réconciliation aborigène et du Conseil AIATSIS. Elle est également membre du comité national NAIDOC (1979–1983), et de la Commission d'examen des aborigènes et des insulaires du détroit de Torres (ATSIC) en 2003. 
Elle publie un large éventail d'essais et d'études traitant de l'histoire et de l'identité autochtones. Elle est l'autrice de Sistergirl (1998) et co-autrice, avec sa mère Rita, de la biographie acclamée par la critique Auntie Rita (1994). Huggins est membre du groupe de travail impliqué dans la création du First Nations Australia Writers Network (FNAWN) en 2012,.
Huggins est directrice adjointe du département des aborigènes et des insulaires du détroit de Torres à l'Université du Queensland jusqu'en 2017, puis copréside le Congrès national des Premiers peuples d'Australie avec Rod Little jusqu'en 2019.
En 2019, après que le gouvernement du Queensland annonce son intérêt à poursuivre une voie vers un processus de traité autochtone, un groupe d'experts éminents sur le processus des traités est créé, avec Huggins et Michael Lavarch coprésidents. Leur rapport Path to Treaty est déposé au Parlement du Queensland en février 2020. Huggins déclare qu'un processus de vérité, reconnaissant l'histoire de l'Australie, est un "élément vital pour aller de l'avant". Le 13 août 2020, le gouvernement annonce qu'il soutiendrait la recommandation d'aller de l'avant sur la voie d'un traité avec les Premières Nations du Queensland.  
Huggins, avec sa sœur Ngaire Jarro, écrit l'histoire de leur père, Jack, qui a passé trois ans en tant que prisonnier de guerre japonais pendant la Seconde Guerre mondiale, et a été forcé de travailler avec environ 13 000 autres sur le chemin de fer Birmanie-Thaïlande. Le livre, intitulé Jack of Hearts: QX11594, est publié en 2022. Jack n'est pas été maltraité à son retour, comme l'ont été de nombreux creuseurs aborigènes, et est devenu le premier homme aborigène à travailler pour Australia Post. Il est le premier sauveteur de surf aborigène à Ayr dans les années 1930, et le seul homme aborigène à avoir joué au rugby à la fois avant et après la guerre.

## Reconnaissance
- 1996 : Auntie Rita remporte le prix Stanner 1996 de littérature autochtone de l'AIATSIS[1].
- 2000 : Prix du millénaire du premier ministre du Queensland pour l'excellence dans les affaires autochtones[1].
- 2001 : Membre de l'Ordre d'Australie (AM) pour son travail auprès des peuples autochtones, en particulier dans les domaines de la réconciliation, de l'alphabétisation, des questions féminines et de la justice sociale[2],[1].
- 2001 : Médaille du centenaire pour services distingués à la communauté par la promotion de la réconciliation[1].
- 2006 : Docteur honoris causa de l'Université du Queensland[1].
- 2007 : Membre de l' Académie australienne des sciences humaines[1].
- 2007: Ancien élève de l'année de l'Université du Queensland[2].
- 2022 : Prix de la bibliothèque John Oxley[9].

## Œuvres choisies
- (en) Jackie Huggins, « Always was always will be », Australian Historical Studies, Informa UK Limited, vol. 25, no 100,‎ 1993, p. 459–464 (ISSN 1031-461X, DOI 10.1080/10314619308595927)
- (en) R. Huggins et Jackie Huggins, Auntie Rita, Aboriginal Studies Press, 1994 (ISBN 978-0-85575-248-4, lire en ligne)
- (en) Jackie Huggins, Sister Girl: The Writings of Aboriginal Activist and Historian Jackie Huggins, University of Queensland Press, coll. « UQP Black Australian writers », 1998 (ISBN 978-0-7022-2840-7, lire en ligne)
- (en) J. Huggins, Working the Walk: Activating Reconciliation, University of New England, coll. « Frank Archibald Memorial Lecture Series », 2002 (ISBN 978-1-86389-784-6, lire en ligne)

### En tant que co-autrice
- (en) Ann McGrath, Kay Saunders et Huggins, Labour History: A Journal of Labour and Social History, Liverpool University Press, coll. « Labour History », 2020, 256 p. (ISBN 9780909944049, présentation en ligne)[10].)
- (en) J. Jeeves, J. Huggins, Reconciliation Australia (Organisation) et J.M. Sanderson, The Reconciliation Journey, Macmillan Education Australia, coll. « Reconciliation in Australia », 2009 (ISBN 978-1-4202-6729-7, lire en ligne)
- (en) G. Booth, J. Huggins, D. Thodey, L.I. Rigney, Ganley, Glanville, Pearson et O'Leary, Making the Connection: Essays on Indigenous Digital Excellence, Fontaine Publishing Group, 2014 (lire en ligne)
- (en) Jackie Huggins et Ngaire Jarro, Jack of Hearts: QX11594, Magabala Books (réimpr. 1 avril 2022) (ISBN 978-1-922613-12-7, lire en ligne)